# Assares

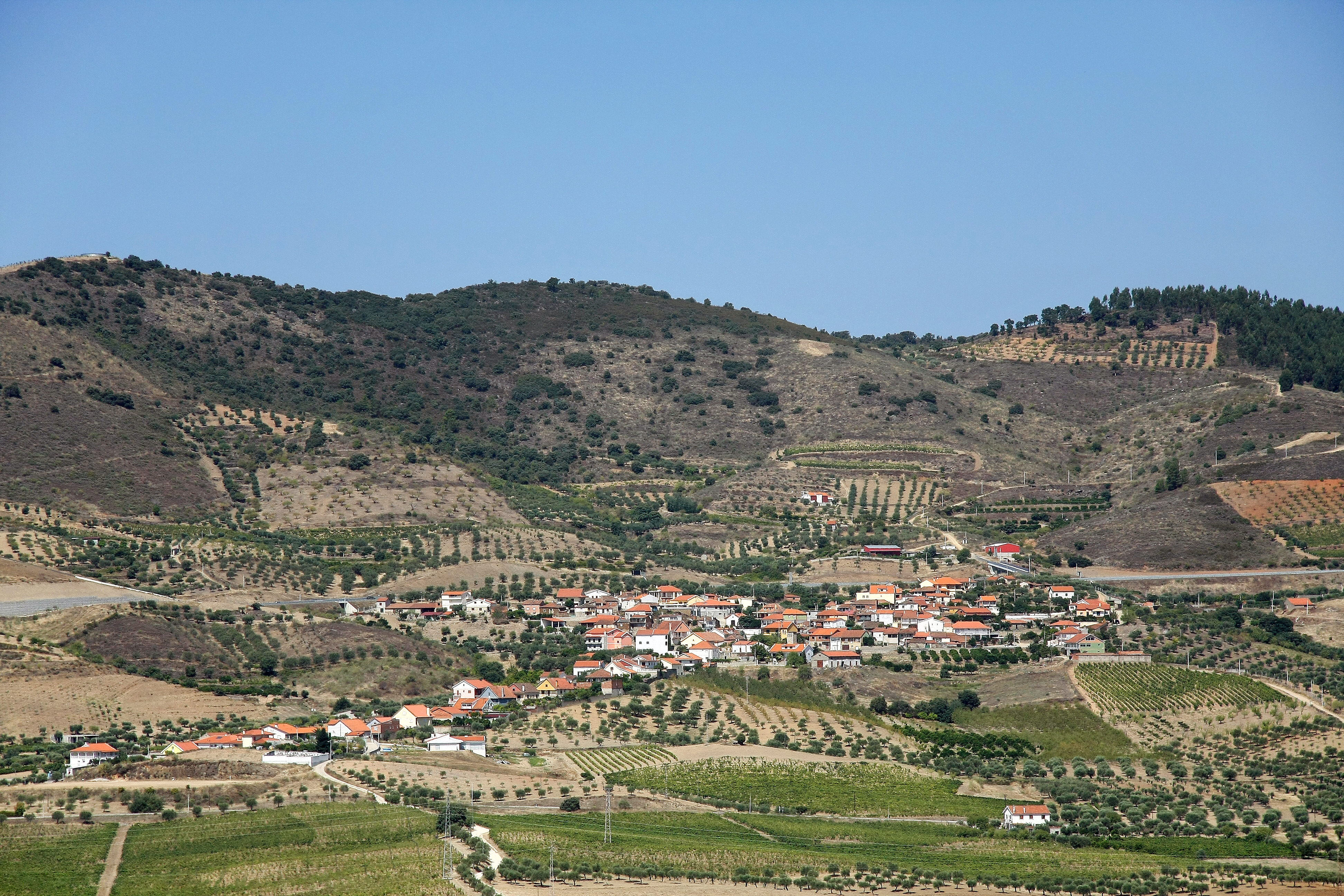
Assares (2014)

Assares ist ein Ort und eine ehemalige Gemeinde (Freguesia) im portugiesischen Kreis Vila Flor. Die Gemeinde hatte 141 Einwohner (Stand 30. Juni 2011).
Am 29. September 2013 wurden die Gemeinden Assares und Lodões zur neuen Gemeinde União das Freguesias de Assares e Lodões zusammengeschlossen. Assares ist Sitz dieser neu gebildeten Gemeinde.